# Transversotrema patialense
Transversotrema patialense ist ein auf Fischen parasitierender Schuppenwurm (Transversotrematiformes). Er ist nicht besonders wirtsspezifisch und kann verschiedene Arten von Fischen befallen, in der Aquaristik sind vor allem Lebendgebärende Zahnkarpfen und Salmler betroffen.

## Erscheinung
Die adulte Form von Transversotrema patialense ist von ovaler bis halbmondförmiger Gestalt und etwa 1150×560×36 µm groß. Die dunkelbraunen Eier sind ungefähr 130×75 µm groß.

## Wirtsspektrum
Der Entwicklungszyklus von Transversotrema patialense umfasst einen Zwischenwirt und einen Endwirt. Zwischenwirt sind hauptsächlich Süßwasserschnecken aus der Familie der Kronenschnecken (Thiaridae). Möglicherweise kann auch die Schlammschnecke Radix ovata befallen werden. Ein breites Spektrum an Süßwasserfischen fungiert als Endwirt. Dabei ist zwar keine besondere Präferenz bei der Wahl des Wirtes feststellbar, jedoch schwankt die Vermehrungsrate in Abhängigkeit von der befallenen Art.

## Entwicklungszyklus
Transversotrema patialense lebt in seiner adulten Form unter den Schuppen seines Endwirtes und ernährt sich von dessen Schleimhaut, Gewebe und Blut.
Der Parasit produziert mehrere Eier, die bereits vor der abgeschlossenen Reifeteilung ausgestoßen werden und zu Boden fallen. Nach ungefähr 2 Wochen schlüpfen die etwa 120 bis 150 µm langen und 74 bis 78 µm breiten Miracidien. Sie schwimmen aktiv Schnecken an und müssen bei 25 °C spätestens nach 8 Stunden einen geeigneten Zwischenwirt gefunden haben, sonst sterben sie ab.
In der Schnecke wandelt sich die Miracidie in Sporozyste um, die sich zu einer Redie entwickelt. Die Redien bildet ungeschlechtlich Tochterredien und Cercarien. Letztere verlassen die Redie noch unreif und entwickeln sich im Gewebe der Schnecke fort.
Die reifen Cercarien verlassen die befallene Schnecke und schwimmen Fische an. Dabei erreichen sie eine Geschwindigkeit bis zu 32 Körperlängen je Sekunde. Findet eine Cercarie einen geeigneten Wirt, haftet sie sich mit einem klebrigen Sekret an ihm an. Die Verbindung lässt sich mit einem weiteren Sekret wieder lösen. Auf dem Wirt kann sich Cerarie „robbend“ fortbewegen. Vermutlich sucht sie zunächst einen auf dem Wirt schon etablierten Artgenossen und paart sich mit diesem. Dann wirft sie ihren Schwimmapparat ab und gräbt sich unter einer Schuppe ein. Die zwittrigen Tiere praktizieren wahrscheinlich keine Selbstbefruchtung.

## Behandlungsmöglichkeiten
Bei geringem Befall mit Transversotrema patialense zeigen gerade größere Fische kaum Beeinträchtigungen. Die Entwicklung des Parasiten ist zudem durch Anschwimmen von Fehlwirten, die sehr begrenzte Lebensdauer der Miracidien und die Tatsache, dass Cercarien auf der Suche nach einem Endwirt häufig selbst von Fischen gefressen werden durch hohe Verluste an Individuen geprägt. Das meist begrenzte Raumangebot in Aquarien und die vergleichsweise hohe Dichte an Zwischen- und Endwirten, können jedoch zu einem sehr hohen Befallsdruck führen. Bei stark befallenen Fischen wird deren Schleimhaut zerstört, was durch Folgebelastungen zum Tod führen kann.
In der Aquaristik ist die Entfernung beziehungsweise starke Reduzierung der Zwischenwirte eine mögliche Vorgehensweise. Adulte Würmer und Cercarien können durch Medikamente auf der Basis von Praziquantel bekämpft werden.
Vorbeugend kann das Immunsystem der Fische durch optimale Haltungsbedingungen gestärkt werden. Schnecken können zunächst in Quarantäne gehalten und erst in der zweiten Generation ins Aquarium eingebracht werden.